# Mieszewo
Mieszewo – wieś w Polsce położona w województwie zachodniopomorskim, w powiecie łobeskim, w gminie Węgorzyno.
W latach 1975–1998 miejscowość administracyjnie należała do województwa szczecińskiego.
W miejscowości znajdowała się stacja kolejowa Mieszewo.
Zabytki
- pałac i park pałacowy[4].

## Osoby urodzone w Mieszewie
- Johann Georg von Dewitz (ur. 8 sierpnia 1878 w Mieszewie; zm. 8 lutego 1958 w Kuglmoos) był pruskim majorem i niemieckim posłem i politykiem (DNVP).

## Przypisy

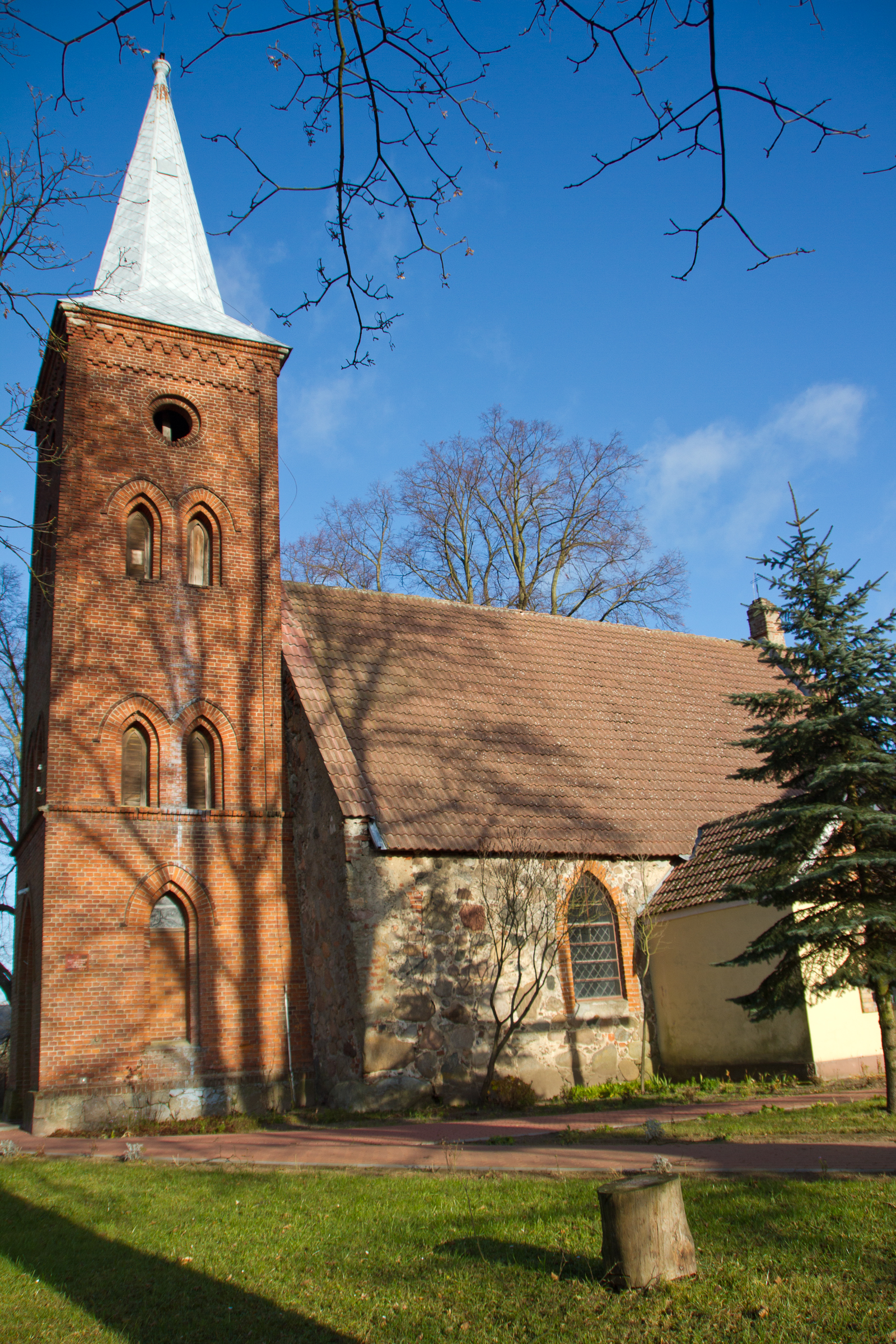
Mieszewo, kościół par. pw. św. Józefa, kon. XV, 2. poł. XIX
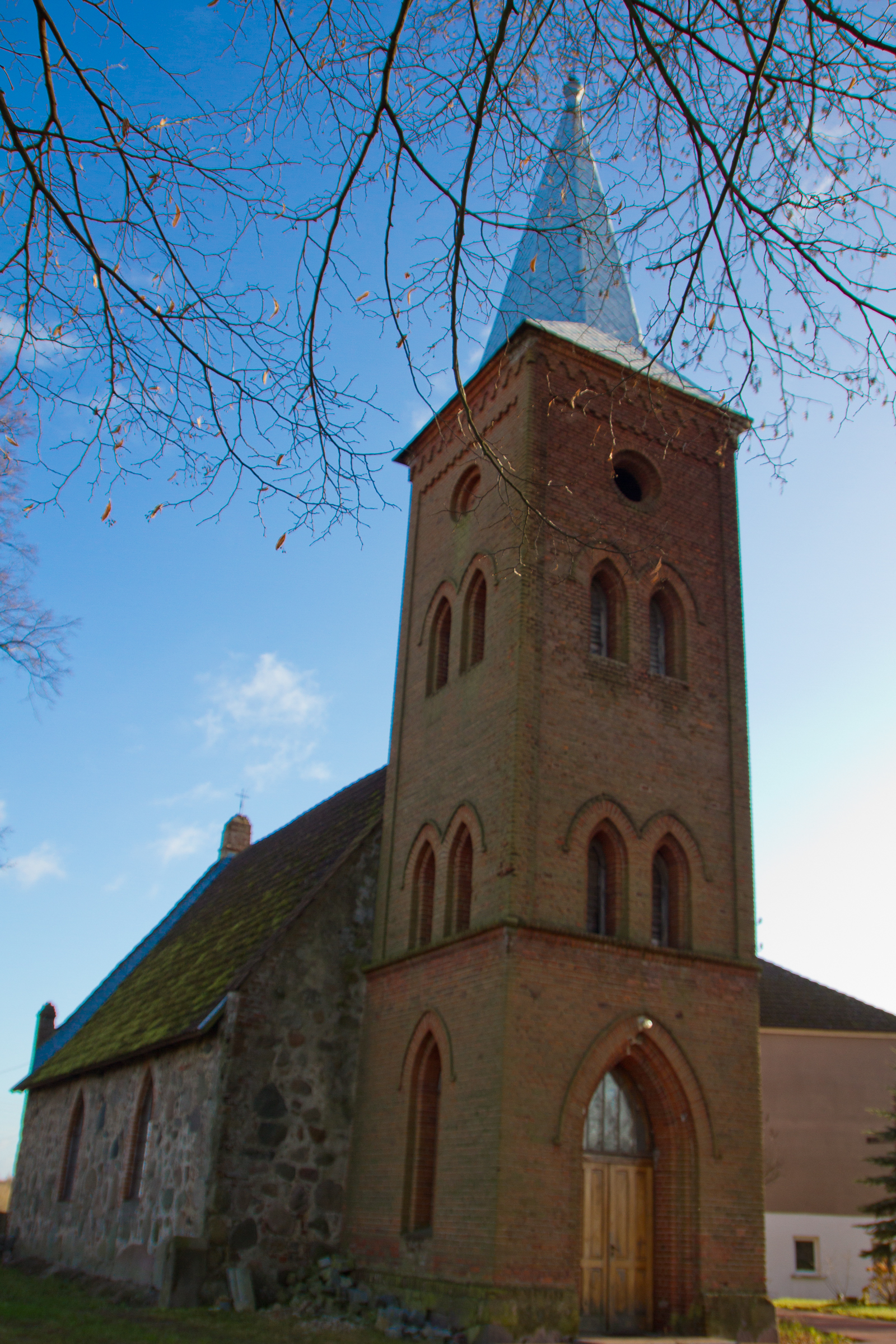
Mieszewo, kościół par. pw. św. Józefa
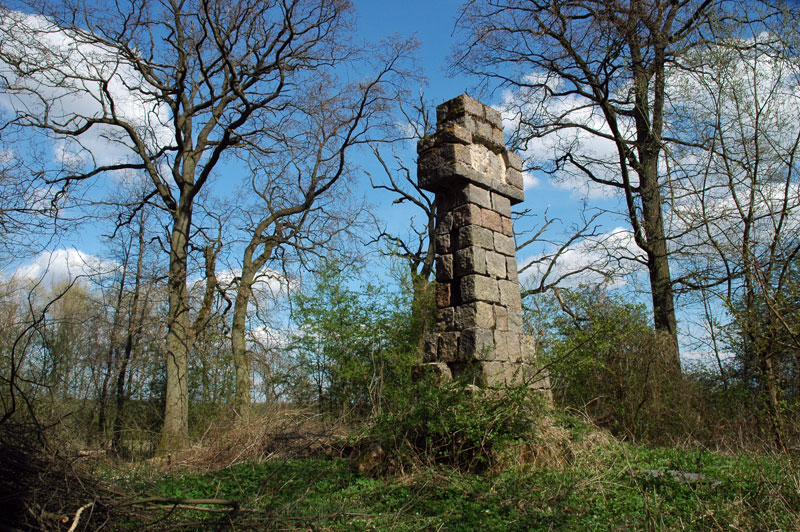
Mieszewo – cmentarz Niemców poległych podczas I wojny światowej